# Greta Runeborg-Tell
Greta Mary Signe Runeborg-Tell, född Runeborg den 1 september 1911 i Nässjö, död den 15 september 1989 i Stockholm, var en svensk konstnär och formgivare.
Greta Runeborg-Tell var dotter till byggmästaren Ivar Runeborg och målaren och grafikern  Celina Rubenson och från 1943 gift med kaptenen Axel Harry Tell. Runeborg-Tell studerade vid Högre konstindustriella skolan i Stockholm och för Einar Utzon-Frank vid Det Kongelige Danske Kunstakademi i Köpenhamn samt under studieresor till Paris. Efter sina studier knöts hon som formgivare vid Ekenäs glasbruk i Småland och blev efter en kort tid brukets konstnärliga ledare 1942–1952. Hon har varit formgivare på Steninge Lervarufabrik 1934–1935, S:t Eriks Lervarufabriker i Uppsala från 1935–1937 och Upsala Ekeby 1937–1941.  Därefter hade hon en egen ateljé. Tillsammans med sin mor ställde hon ut i Skellefteå 1951, Kalmar 1952 och Växjö 1956. Hon medverkade i utställningar med glaskonst på Glasmuseet i Växjö och på Nationalmuseum i Stockholm. Bland hennes offentliga arbeten märks en friskulptur i Ljungby. Hennes måleri  består av blomsterstilleben och landskapsmålningar i pastell eller olja medan skulpturerna huvudsakligen består av småstatyetter. Runeborg-Tell  finns representerad vid Nationalmuseum i Stockholm. Makarna Tell är begravda på Täby norra begravningsplats.

## Offentlig konst
- Trädgårdsskulptur, konststen, 1945, i Ljungby